# Więzadło biodrowo-udowe

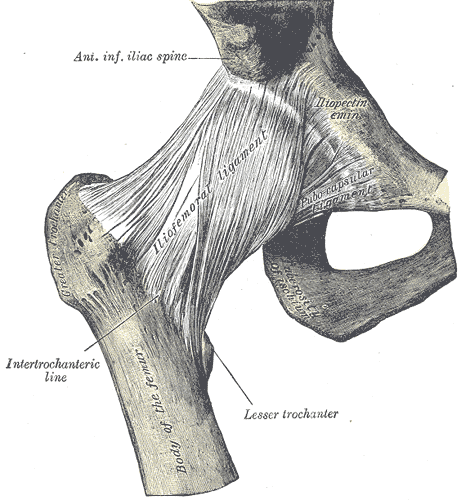
Prawy staw biodrowy widziany od przodu. Więzadło biodrowo-udowe (Iliofemoral ligament) znajduje się w centrum grafiki.

Więzadło biodrowo-udowe (łac. ligamentum iliofemorale, ligamentum Bertini) – w anatomii człowieka jedno z więzadeł stawu biodrowego znajdujące się na jego przedniej powierzchni.

## Przebieg
Przyczepia się w okolicy kolca biodrowego przedniego dolnego oraz brzegu panewki stawowej. Składa się z dwóch pasm: górnego (poprzecznego) i przedniego (podłużnego). Pasmo poprzeczne biegnie wzdłuż szyjki kości udowej i przyczepia się do górnej części kresy międzykrętarzowej. Stanowi najsilniejsze więzadło ciała ludzkiego. Pasmo podłużne przyczepia się do dolnej części kresy międzykrętarzowej dochodząc do krętarza mniejszego.

## Funkcje
Poszczególne pasma więzadła biodrowo-udowego działają antagonistycznie w stosunku do siebie.
- pasmo poprzeczne:
  - hamowanie ruchów obrotowych uda na zewnątrz
  - ograniczenie przywodzenia
  - ograniczenie przeginania do tyłu
- pasmo podłużne:
  - hamowanie prostowania uda
  - hamowanie ruchów obrotowych uda do wewnątrz[1].